# King (Lied)
King (englisch für „König“) ist ein Lied des deutschen Rappers Kollegah. Der Song ist die dritte Singleauskopplung seines vierten Soloalbums King und wurde am 19. April 2014 veröffentlicht.

## Inhalt
In King inszeniert sich Kollegah als König und rappt aus der Perspektive des lyrischen Ichs von seiner Überlegenheit in der Rapszene. Dabei verwendet er zahlreiche Wortspiele, Vergleiche, Hyperbeln, Mehrdeutigkeiten und Metaphern. So vergleicht er seine raptechnischen Fähigkeiten mit Schusswaffen, mit denen er andere Rapper tötet und anschließend mit deren Frauen schläft. Zudem rappt er über seinen Reichtum und bezeichnet sich als die Zukunft des deutschen Hip-Hops.

„Denn ich bin King! Lorbeerkränze, die mein Haupt zieren

King! Ich habe Raubtiere als Haustiere

King! Ich fickte die Szene und war jung und stürmisch

Heute bin ich King und jeder redet mit mir unterwürfig“

## Produktion
Der Song wurde von dem Musikproduzenten-Team United Hustlers produziert. Den Text schrieb Kollegah selbst.

## Musikvideo
Bei dem zu King gedrehten Musikvideo führte Joffrey Jans Regie. Es verzeichnet auf YouTube über 24 Millionen Aufrufe (Stand November 2023). Auch im Video wird Kollegah als König dargestellt, der mit Sonnenbrille und in schwarzem Anzug auf seinem Thron vor schwarzem Hintergrund sitzt. Links und rechts von ihm sitzen zwei Frauen auf Höhe seiner Beine. In einigen Szenen hält Kollegah ein Schwert und eine Armbrust in der Hand. Zwischendurch sind unter anderem Pferde, Hundestatuen sowie ein ausgestopfter Bär zu sehen, wobei der Hintergrund stets schwarz ist.

## Chartplatzierungen
King stieg am 2. Mai 2014 auf Platz zehn in die deutschen Singlecharts ein, womit es Kollegahs erster Top-10-Hit wurde. Insgesamt hielt sich der Song sieben Wochen lang in den Top 100, davon eine Woche in den Top 10. In Österreich belegte das Lied Rang 28 und hielt sich drei Wochen in den Charts, während es in der Schweiz Position 22 erreichte und zwei Wochen in den Charts vertreten war.
| ChartsChartplatzierungen | Höchstplatzierung | Wochen |
| ------------------------ | ----------------- | ------ |
| Deutschland (GfK)        | 10 (7 Wo.)        | 7      |
| Österreich (Ö3)          | 28 (3 Wo.)        | 3      |
| Schweiz (IFPI)           | 22 (2 Wo.)        | 2      |

## Verkaufszahlen und Auszeichnungen
King erhielt im Jahr 2020 in Deutschland für mehr als 150.000 verkaufte Einheiten eine Goldene Schallplatte.

| Land/Region        | Auszeichnungen für Musikverkäufe (Land/Region, Auszeichnung, Verkäufe) | Verkäufe |
| ------------------ | ---------------------------------------------------------------------- | -------- |
| Deutschland (BVMI) | Gold                                                                   | 150.000  |
| Insgesamt          | 1× Gold ·                                                              | 150.000  |